# 1892 en basket-ball
Chronologie du basket-ball
1891 en basket-ball - 1892 en basket-ball - 1893 en basket-ball
Les faits marquants de l'année 1892 en basket-ball

## Janvier
- 15 janvier : publication des treize règles originales dans le bulletin « Le Trinagle » pour la YMCA de Springfield, Illinois.

- 20 janvier : premier match officiel de basket-ball dans un gymnase YMCA à Springfield, Illinois.

## Mars
- 11 mars : premier match en public à Springfield, Illinois. Environ 200 spectateurs étaient présents pour une rencontre opposant étudiants et instructeurs.